# Simulium truncatum
Simulium truncatum är en tvåvingeart som först beskrevs av Lundstrom 1911.  Simulium truncatum ingår i släktet Simulium och familjen knott. Inga underarter finns listade i Catalogue of Life.